# Hechos 28

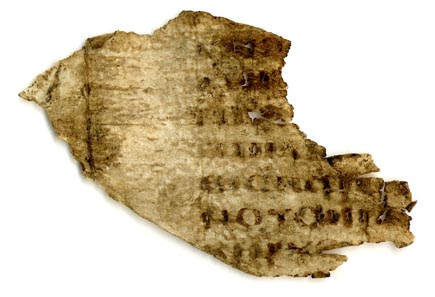
Hechos 28:30-31 en Uncial 0166 (siglo V).

Hechos 28 es el vigésimo octavo y último capítulo de los Hechos de los Apóstoles del Nuevo Testamento de la  Biblia Cristiana. En él se relata el viaje de Pablo desde Malta a Italia hasta que por fin se establece en Roma. El autor del libro que contiene este capítulo es anónimo, pero la tradición cristiana primitiva afirmó uniformemente que Lucas compuso este libro así como el Evangelio de Lucas.

## Texto
El texto original fue escrito en griego koiné. Este capítulo está dividido en 31 Versículos.

### Testigos textuales
Algunos de los primeros manuscritos que contienen el texto de este capítulo son:
- Codex Vaticanus (325-350 d. C.)
- Codex Sinaiticus (330-360)
- Codex Bezae (~400)
- Codex Alexandrinus (400-440)
- Codex Ephraemi Rescriptus (~450; Versículos 1-4 existentes)
- Codex Laudianus (~550; existen los versículos 27-31)

## Últimas palabras de Pablo (versículos 23-31)

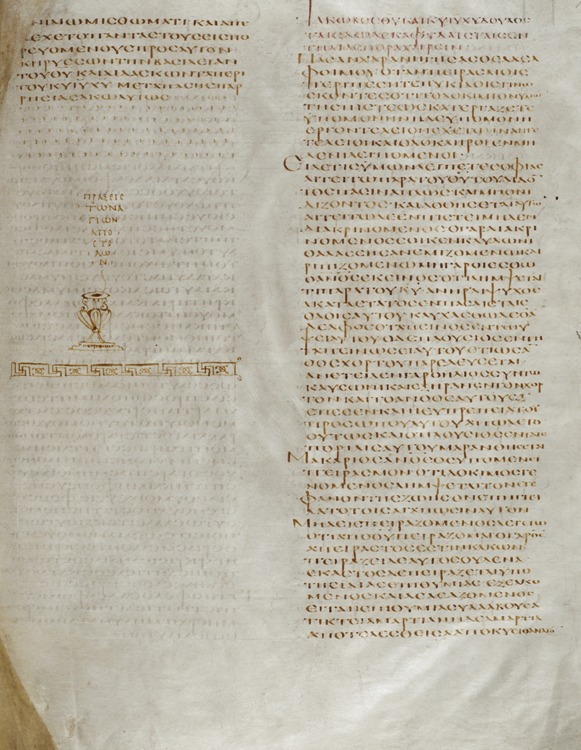
Hechos 28:30-31 (final) y la Epístola de Santiago 1:1-18 en el Códice Alejandrino (folio 76r) del siglo V